# Związek Bojowy NZR
Związek Bojowy NZR – organizacja bojowa Narodowego Związku Robotniczego, utworzona latem 1905 r. Zgodnie ze statutem Związek „to tajna drużyna o odcieniu wojskowym, której celem jest w imię jak najszybszej odbudowy niepodległej, demokratycznej Polski aktywnie bronić ludności polskiej przed wszelkiego rodzaju przemocą”. Walczył na dwa fronty: z caratem i socjalistami. Liczył ok. 400 bojowców, skupiających się głównie w Warszawie, Łodzi i Zagłębiu Dąbrowskim (ale też Siedlcach, Radomiu, Kaliszu, Kielcach, Lublinie, Białymstoku i Suwałkach). Czołowi działacze: Mieczysław Bujalski, Władysław Jabłoński, Józef Winiaszkiewicz, Józef Kaźmierczak, Ludwik Denys. 
W połowie 1908 r., w związku z oderwaniem się od endecji niepodległościowej grupy „Zet”, większość członków ZB utworzyła Organizację Bojową Frakcji Niepodległościowej NZR. Organizacja ta została rozbita przez policję carską w 1911 r.

## Literatura
Jerzy Pająk, Organizacje bojowe partii politycznych w Królestwie Polskim 1904-1911. Warszawa 1985, s. 192-200